# Орманшы
Орманшы (каз. Орманшы, до 2000 г. — Лесхоз) — упразднённое село в Сайрамском районе Туркестанской области Казахстана. В 2014 году включено в состав города Шымкент и исключено из учетных данных. Входило в состав Бадамского сельского округа. Код КАТО — 515239400.

## Население
В 1999 году население села составляло 746 человек (356 мужчин и 390 женщин). По данным переписи 2009 года, в селе проживало 1056 человек (503 мужчины и 553 женщины).